# Szlak Motławski
Szlak Motławski, česky lze přeložit asi jako Motławská trasa, je značená turistická trasa a cyklostezka podél řeky Motława (přítok řeky Martwa Wisła) v okrese Tczew, okrese Gdaňsk a přes městské obvody Olszynka, Orunia-Święty Wojciech-Lipce a Śródmieście města Gdańsk. Geograficky se nachází v mezoregionu Żuławy Wiślane v Pomořském vojvodství a gdaňská část také v historickém regionu Kašubsko.

## Historie a popis
Turistická i cyklistická trasa Szlak Motławski, které jsou jedny z hlavních stezek mezoregionu Żuławy Wiślane, mají přibližně podobnou trasu vedoucí po pravém i levém břehu Motławy nebo jejího okolí. Byla postavena v roce 2000. Stezka také křižuje četné vodní kanály a řeky, např. Kłodawa, Czarna Łacha, Radunia, Visla aj. Turistická trasa má délku 40,4 km a cyklistická trasa má délku 36,0 km. Trasa začíná ve Gdaňsku (Urząd Marszałkowski) a vede přes Mokry Dwór, Krępiec, Grabiny-Zameczek, Suchy Dąb, Krzywe Koło, Koźliny, Czatkowy, Tczew (stacja kolejowa). Na trase se nachází zajímavá turistická místa.

## Další informace
Szlak Motławski je celoročně volně přístupný. Vzhledem k tomu, že stezka vede v povodí veletoku Visla, tak mohou existovat omezení v období povodní. Szlak Motławski se prolíná nebo navazuje na další četné turistické a cyklistické stezky, např. Szlak Mennonitów, EuroVelo 9, Szlak Kłodawski, Szlak Kaszubsko-Żuławski aj.

## Galerie

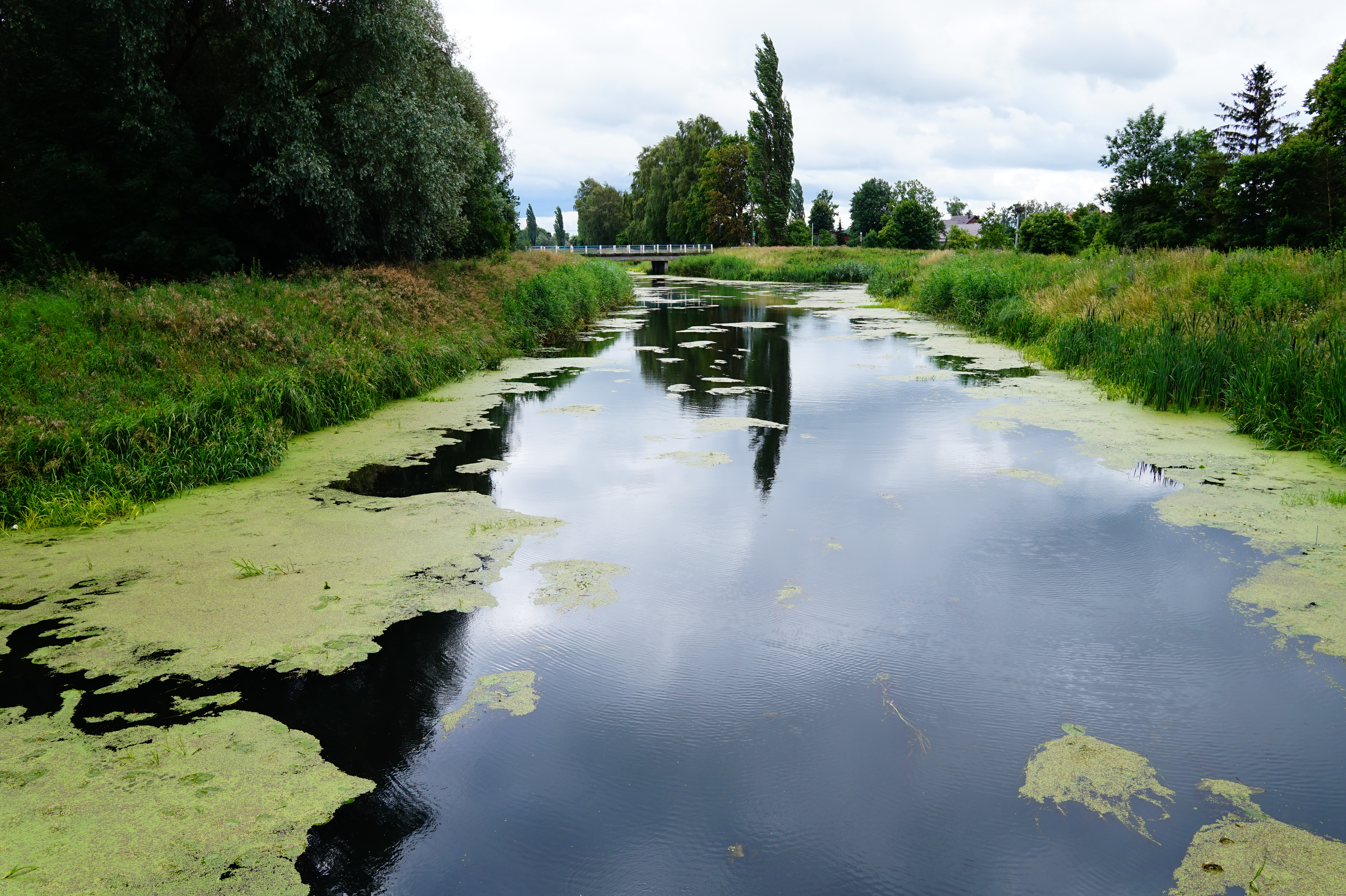